# Homologe kromosomer
Homologe kromosomer betyder ensartede kromosomer. Et menneske har 23 kromosompar. Med "par" menes 23 gange 2 "ens". Parrene er ikke helt ens, men indeholder gener, der koder for det samme – man kunne illustrere det med at kalde parrene aá, eé, oó osv.
Det ene kromosom i et par stammer fra moderen og det andet fra faderen. At man kun får halvdelen af arvematerialet fra hver forælder kan lade sig gøre ved at hhv. ægceller og sædceller kun indeholder halvdelen af hhv. morens og farens arvemateriale. Disse celler er dannet ved meiose i stedet for mitose, som er de "almindelige" celledelinger.
De 23 par kan endvidere opdeles i autosomer og kønskromosomer – autosomerne koder for stort set alt, mens kønskromosomerne næsten kun bestemmer kønnet på personen (og hvad dertil hører). Kvinden har hos mennesket kønskromosomerne XX, mens manden har XY.
Blandt fugle er individer med ZZ-kromosomer derimod hanner, mens ZW er hunner.